# Ben Dewar
Benjamin David Dewar, detto Ben (Royal Oak, 30 agosto 1981), è un ex cestista statunitense con cittadinanza francese.

## Palmarès
- Campionato francese: 1

ASVEL: 2008-2009
- Semaine des As: 1

ASVEL: 2010
- Match des Champions: 1

ASVEL: 2009